# Branimir Župančić
Branimir Župančić (Srebrenica, 12. siječnja 1912. – Banja Luka, 10. veljače 1990.) bio je hrvatski katolički svećenik iz BiH, glazbenik i crkveni pravnik. Spasio je brojne ljude u Drugome svjetskom ratu; bio je žrtva jugokomunističkih progona.

## Životopis
Rođen je 12. siječnja 1912. u Srebrenici, u obitelji Milana Župančića i Hedvige rođ. Hromatko. Ubrzo mu umire otac te majka s četvero djece odlazi u Banju Luku. Tamo je završio osnovnu četverogodišnju školu kod sestara Klanjateljica Predragocjene Krvi Kristove. Nakon toga odlazi u sjemenište u Travnik gdje je završio gimnaziju. Nakon toga je u Sarajevu završio filozofsko-teološke studije (1930.-1935.), s prekidom od pola godine 1934. kada je odslužio obvezni vojni rok u Zagrebu. Na Bogoslovnom fakultetu u Zagrebu diplomirao je 1937. godine.
Za svećenika Banjolučke biskupije zaredio ga je vrhbosanski nadbiskup Ivan Evanđelist Šarić, 6. travnja 1935. godine. Mladu misu slavio je 22. travnja 1935. godine u župnoj crkvi Pohoda Bl. Djevice Marije u Banjoj Luci. Za svećeničko geslo uzeo je: „Sve mogu u Onome koji me krijepi“.
Godinu dana službovao je kao kapelan u Banjoj Luci i vjeroučitelj u školi Sestara milosrdnica. Nako toga od 1936. do 1939. bio je u Rimu na studiju crkvenog prava. Početkom 1939. morao se vratiti kući zbog političkih razloga jer se našao na udaru jugoslavenskih vlasti. Nekoliko mjeseci zatim upravlja banjolučkom župom. Kasnije je na Lateranskom sveučilištu u Rimu izradio doktorsku disertaciju te je 1942. godine kraće vrijeme boravio tamo na studiju. Zbog ratnih prilika nije mogao obraniti doktorat.
Od 1. rujna 1939. postao je župnikom u Bosanskoj Gradiški. Na toj službi ostaje cijelo vrijeme rata do uhićenja 8. svibnja 1945. godine.
Godine 1941. javno je prosvjedovao zbog namjere rušenja pravoslavne crkve u Bosanskoj Gradiški. Godine 1943. spasio je od njemačkog strijeljanja više od 300 zatočeniak hrvatske i srpske nacionalnosti te godine 1944. zauzeo se za spašavanje 60 osuđenika na smrt. U studenom 1944. godine, zbog opetovanih javnih prosvjeda, završio je u logoru Stara Gradiška.
Uhićen je odmah nakon ulaska partizana u Bosansku Gradišku, 8. svibnja 1945. godine. Na montiranom postupku osuđen je na kaznu od 18 godina teškog zatvora. Iako mu je predlagano, nikada nije htio pisati molbu za pomilovanje jer je bio svjestan svoje nedužnosti. U zeničkoj kaznionici ostao je 12 godina i osam mjeseci, odnosno do 28. studenoga 1957. godine.
Nakon izlaska iz zatvora bio je župnik u Mrkonjić-Gradu (1958.-1967.), u Banjoj Luci (1967.-1987.) te od 20. svibnja 1967. do 14. siječnja 1986. ujedno i generalni vikar Banjolučke biskupije.
Također, obnašao je u dužnosti biskupijskog savjetnika i dekana banjolučkog dekanata te oficijal crkvenog suda. Odlikovan je naslovom monsinjora, s pravom nošenja mitre te je često pomagao biskupu u dijeljenju svete krizme.
Umirovljen je 1987. godine. Preminuo je 10. veljače 1990. godine. Pokopan je u svećeničku grobnicu na groblju sv. Marka u Banjoj Luci.

### Članci
- Orlovac, Anto. 2020. Mons. Branimir Župančić, svećenik i patnik za vjeru (uz 30. obljetnicu smrti). Vrhbosnensia. Univerzitet u Sarajevu – Katolički bogoslovni fakultet. Sarajevo. 24 (1): 217–228